# Восточнофламандские диалекты
Восточнофламандские диалекты (нидерл. Oost-Vlaams, нем. Ostflämisch, фр. Flamand oriental) — группа нидерландских диалектов нижнефранкской группы, распространённых в Восточной Фландрии, в восточной части Зеландской Фландрии нидерландской провинции Зеландия и к востоку от Западной Фландрии. В зоне диалекта находятся города Алст, Беверен, Дейнзе, Экло, Гент, Герардсберген, Нинове, Ауденарде, Хюлст, Локерен, Синт-Никлас, Веттерен и Зоттегем. Вместе с брабантскими диалектами образуют южно-центральную (брабантско-фламандскую) группу диалектов. С запада к восточнофламандскому примыкает западнофламандский, вместе с которым он входит в состав фламандского языка.

## Внутренняя классификация
В восточнофламандском диалектном ареале выделяют собственно восточнофламандские диалекты (северо-восточный и юго-восточный, а также городские гентский и ронсский) и
васландский диалект с обособленными хюлстскими говорами. На границе с брабантскими и западнофламандскими диалектами выделяют ряд переходных диалектов, в их числе алстский, авелгемский, варегемский, дендерстрекский и малдегемский.